# EV6バス
EV6 bus（イーブイシックスバス）とはディジタル・イクイップメント・コーポレーション (DEC) 製のCPUであるAlpha21264のために開発されたPoint-to-point接続の高速データバス。

## 概要
DEC（コンパックによる買収・吸収合併を経て、現在はヒューレット・パッカード）が1996年にEV6（Alpha21264の開発コード）として発表したシステムバス。マイクロプロセッサであるAlpha 21264用に開発された。AMDがライセンスを受けて使用し、AMDはこのEV6バスの技術から後にHyperTransportを作り上げた。
基本クロックは100MHz/133MHzで、立ち上がりと立ち下がりの2タイミングでデータ転送を行なうDDR方式を採用していた。また、AMDがこのEV6バスを改良し、最終的にはAthlon XPプロセッサ用に基本クロック200MHzで動作が可能となった。ビット幅は64ビットで、最大帯域幅は133MHz動作時に2.1GB/s、200MHz動作時に3.2GB/sである。EV6バスはマルチプロセッサ構成時に各プロセッサとコントローラを直結させることができ、かつそれぞれのプロセッサの帯域が保証されている。また、データ量が多くなったときにインテルのバスで用いられているような共有型バスと比べて安定かつ高速性を発揮する。